# Tierranueva
Tierranueva är en kommunhuvudort i Mexiko.   Den ligger i kommunen Tierra Nueva och delstaten San Luis Potosí, i den centrala delen av landet, 290 km nordväst om huvudstaden Mexico City. Tierranueva ligger 1 788 meter över havet och antalet invånare är 5 361.
Terrängen runt Tierranueva är kuperad österut, men västerut är den platt. Runt Tierranueva är det glesbefolkat, med 19 invånare per kvadratkilometer. Tierranueva är det största samhället i trakten. Trakten runt Tierranueva består i huvudsak av gräsmarker.